# Domjean
Domjean és un municipi francès situat al departament de la Manche i a la regió de Normandia. L'any 2007 tenia 978 habitants.

## Demografia

### Població
El 2007 la població de fet de Domjean era de 978 persones. Hi havia 356 famílies de les quals 66 eren unipersonals (27 homes vivint sols i 39 dones vivint soles), 137 parelles sense fills, 133 parelles amb fills i 20 famílies monoparentals amb fills.
La població ha evolucionat segons el següent gràfic:
Habitants censats

### Habitatges
El 2007 hi havia 405 habitatges, 369 eren l'habitatge principal de la família, 15 eren segones residències i 21 estaven desocupats. 400 eren cases i 2 eren apartaments. Dels 369 habitatges principals, 275 estaven ocupats pels seus propietaris, 91 estaven llogats i ocupats pels llogaters i 3 estaven cedits a títol gratuït; 3 tenien una cambra, 18 en tenien dues, 56 en tenien tres, 110 en tenien quatre i 182 en tenien cinc o més. 287 habitatges disposaven pel capbaix d'una plaça de pàrquing. A 153 habitatges hi havia un automòbil i a 187 n'hi havia dos o més.

### Piràmide de població
La piràmide de població per edats i sexe el 2009 era:
| Homes | Edats   | Dones |
| ----- | ------- | ----- |
| 0     | 95 o +  | 0     |
| 0     | 90 a 94 | 0     |
| 0     | 85 a 89 | 0     |
| 0     | 80 a 84 | 0     |
| 16    | 75 a 79 | 20    |
| 20    | 70 a 74 | 36    |
| 12    | 65 a 69 | 24    |
| 20    | 60 a 64 | 20    |
| 12    | 55 a 59 | 8     |
| 48    | 50 a 54 | 48    |
| 20    | 45 a 49 | 16    |
| 32    | 40 a 44 | 28    |
| 52    | 35 a 39 | 32    |
| 28    | 30 a 34 | 28    |
| 32    | 25 a 29 | 24    |
| 20    | 20 a 24 | 24    |
| 36    | 15 a 19 | 40    |
| 12    | 10 a 14 | 44    |
| 28    | 5 a 9   | 32    |
| 16    | 0 a 4   | 16    |

## Economia
El 2007 la població en edat de treballar era de 629 persones, 455 eren actives i 174 eren inactives. De les 455 persones actives 434 estaven ocupades (248 homes i 186 dones) i 21 estaven aturades (5 homes i 16 dones). De les 174 persones inactives 78 estaven jubilades, 48 estaven estudiant i 48 estaven classificades com a «altres inactius».

### Ingressos
El 2009 a Domjean hi havia 366 unitats fiscals que integraven 969 persones, la mediana anual d'ingressos fiscals per persona era de 15.588 €.

### Activitats econòmiques
Dels 30 establiments que hi havia el 2007, 2 eren d'empreses alimentàries, 1 d'una empresa de fabricació d'elements pel transport, 2 d'empreses de fabricació d'altres productes industrials, 12 d'empreses de construcció, 4 d'empreses de comerç i reparació d'automòbils, 1 d'una empresa de transport, 2 d'empreses d'hostatgeria i restauració, 1 d'una empresa financera, 2 d'empreses de serveis, 1 d'una entitat de l'administració pública i 2 d'empreses classificades com a «altres activitats de serveis».
Dels 9 establiments de servei als particulars que hi havia el 2009, 1 era un taller de reparació d'automòbils i de material agrícola, 1 paleta, 2 guixaires pintors, 3 lampisteries, 1 perruqueria i 1 restaurant.
L'únic establiment comercial que hi havia el 2009 era una fleca.
L'any 2000 a Domjean hi havia 43 explotacions agrícoles que ocupaven un total de 1.235 hectàrees.

## Equipaments sanitaris i escolars
El 2009 hi havia una escola elemental.

## Poblacions més properes
El següent diagrama mostra les poblacions més properes.